# Центральный район (Новороссийск)
Центральный район — внутригородской район города Новороссийска (муниципального образования город Новороссийск) Краснодарского края России.

## География
Район расположен в центральной части Новороссийска к югу от Кутузовской улицы вдоль западного берега Цемесской бухты до улицы Куникова, граничит на юге с Южным районом, на северо-западе — с Приморским районом.

## История
Район был образован 23 марта 1977 года как Октябрьский.
В начале 1990-х район был переименован в Центральный.
18 июля 2004 года из южной части Центрального района был выделен Южный район.

## Население
| 1979    | 1989     | 2002     | 2005    | 2010    | 2012    | 2013    |
| ------- | -------- | -------- | ------- | ------- | ------- | ------- |
| 88 772  | ↗115 747 | ↗134 639 | ↘74 300 | ↗74 842 | ↘63 442 | ↗78 144 |
| 2014    | 2015     | 2016     | 2017    | 2018    | 2019    | 2020    |
| ↘76 679 | ↗77 898  | ↗79 391  | ↗81 068 | ↗81 684 | ↗82 466 | ↗82 816 |
| 2021    | 2023     |          |         |         |         |         |
| ↘79 777 | ↘77 656  |          |         |         |         |         |

## Инфраструктура
На территории района расположены Администрация Муниципального образования город Новороссийск, морской и автовокзалы, Центральный рынок, благоустроенная набережная, пляж «Нептун», Городской пляж, стадион «Центральный», планетарий им. Ю. А. Гагарина.